# Ponnyexpressen (seriealbum)
Ponnyexpressen (Le Pony Express) är ett Lucky Luke-album från 1988. Det är det 59:e albumet i ordningen, och har nummer 58 i den svenska utgivningen. Det var det sista albumet som gavs ut av Dargaud, innan förlagsbytet till Lucky Productions. Den svenska utgåvan var också det sista Lucky Luke-albumet att ges ut av Bonniers, innan Egmont tog över utgivningen.

## Handling
Kalifornien har blivit en delstat i USA, men svårigheter råder inom kommunikationerna. Att åka mellan Sacramento och Saint Joseph kunde ta 30 dagar, postbåten ännu längre tid.
Edson Cody ger sig av med hästar och vagnar, men det tar 53 dagar. Till slut skapas 1860 Ponnyexpressen, vilket Pacific Railway inte gillar och spränger Ponnyexpressens kontor. Godkända ryttare tränas. Lucky Luke rider första etappen, och kommer fram trots alla sabotageförsök, hinder och faror, men Ponnyexpressen får snart läggas ner när en telegraflinje mellan östra och västra USA byggs.

## Bild
På de första sidorna i den svenskspråkiga versionen visas en svartvit teckning av Frédéric Remington ur Wells Fargo-samlingen.

## Svensk utgivning
- Morris; Fauche, Xavier; Léturgie, Jean, (översättare: Kåre Persson) (1989). Ponnyexpressen. Lucky Lukes äventyr: 58. Stockholm: Bonniers Juniorförlag. Libris 7285865. ISBN 91-48-51637-6
- I Lucky Luke – Den kompletta samlingen ingår albumet i "Lucky Luke 1987-1991". Libris 10302083. ISBN 978-91-7134-437-3